# Kazachstan na Zimowych Igrzyskach Olimpijskich 2018
Kazachstan na Zimowych Igrzyskach Olimpijskich 2018 reprezentowało 46 zawodników: 26 mężczyzn i 20 kobiet. Był to siódmy start reprezentacji Kazachstanu na zimowych igrzyskach olimpijskich.

## Statystyki według dyscyplin
| Lp.     | Dyscyplina            | Mężczyźni | Kobiety | Łącznie |
| ------- | --------------------- | --------- | ------- | ------- |
| 1       | Biathlon              | 5         | 5       | 10      |
| 2       | Biegi narciarskie     | 4         | 3       | 7       |
| 3       | Łyżwiarstwo figurowe  | 1         | 2       | 3       |
| 4       | Łyżwiarstwo szybkie   | 5         | 1       | 6       |
| 5       | Narciarstwo alpejskie | 1         | 1       | 2       |
| 6       | Narciarstwo dowolne   | 3         | 6       | 9       |
| 7       | Saneczkarstwo         | 1         | -       | 1       |
| 8       | Short track           | 5         | 2       | 7       |
| 9       | Skoki narciarskie     | 1         | -       | 1       |
| Łącznie | Łącznie               | 26        | 20      | 46      |

## Zdobyte medale
| Medal | Zawodnik         | Dyscyplina          | Konkurencja             | Rezultat  | Data      |
| ----- | ---------------- | ------------------- | ----------------------- | --------- | --------- |
| Brąz  | Julija Gałyszewa | Narciarstwo dowolne | jazda po muldach kobiet | 77,40 pkt | 11 lutego |

## Skład kadry

### Biathlon
| Zawodnik                                                        | Konkurencja             | Czas             | Kary | Pozycja | Źródło |
| --------------------------------------------------------------- | ----------------------- | ---------------- | ---- | ------- | ------ |
| Roman Jeremin                                                   | Sprint mężczyzn         | 25:21,9          | 2    | 43.     | [ 1 ]  |
| Władysław Witenko                                               | Sprint mężczyzn         | 26:32,7          | 4    | 79.     | [ 1 ]  |
| Wasilij Podkorytow                                              | Sprint mężczyzn         | 26:34,7          | 1    | 80.     | [ 1 ]  |
| Maksim Braun                                                    | Sprint mężczyzn         | 27:46,7          | 4    | 85.     | [ 1 ]  |
| Roman Jeremin                                                   | Bieg pościgowy mężczyzn | 38:51,1          | 8    | 52.     | [ 2 ]  |
| Maksim Braun                                                    | Bieg indywidualny       | 53:50,7          | 2    | 61.     | [ 3 ]  |
| Wasilij Podkorytow                                              | Bieg indywidualny       | 53:52,5          | 2    | 62.     | [ 3 ]  |
| Timur Khamitgatin                                               | Bieg indywidualny       | 54:52,7          | 2    | 72.     | [ 3 ]  |
| Władysław Witenko                                               | Bieg indywidualny       | 57:11,3          | 7    | 83.     | [ 3 ]  |
| Maksim Braun Wasilij Podkorytow Władisław Witenko Roman Jeremin | Sztafeta 4 × 7,5 km (m) | strata okrążenia | 2    | 17.     | [ 4 ]  |
| Galina Wiszniewska                                              | Sprint kobiet           | 22:52,2          | 2    | 30.     | [ 5 ]  |
| Darja Klimina                                                   | Sprint kobiet           | 23:47,7          | 3    | 58.     | [ 5 ]  |
| Olga Połtaranina                                                | Sprint kobiet           | 23:59,6          | 2    | 63.     | [ 5 ]  |
| Alina Rajkowa                                                   | Sprint kobiet           | 24:33,8          | 3    | 71.     | [ 5 ]  |
| Galina Wiszniewska                                              | Bieg pościgowy kobiet   | 33:05,9          | 1    | 20.     | [ 6 ]  |
| Darja Klimina                                                   | Bieg pościgowy kobiet   | 38:00,0          | 8    | 57.     | [ 6 ]  |
| Galina Wiszniewska                                              | Bieg indywidualny       | 46:23,4          | 3    | 45.     | [ 7 ]  |
| Olga Połtaranina                                                | Bieg indywidualny       | 46:36,5          | 2    | 46.     | [ 7 ]  |
| Alina Rajkowa                                                   | Bieg indywidualny       | 46:37,4          | 3    | 47.     | [ 7 ]  |
| Darja Klimina                                                   | Bieg indywidualny       | 46:44,4          | 3    | 51.     | [ 7 ]  |
| Galina Wiszniewska Darja Klimina Alina Rajkowa Olga Połtoranina | Sztafeta 4 × 6 km       | 1:14:18,0        | 1    | 14.     | [ 8 ]  |
| Galina Wiszniewska Alina Rajkowa Roman Jereminr Maxim Braun     | sztafeta mieszana       | 1:14:13,7        | 3    | 18.     | [ 9 ]  |

### Biegi narciarskie
Mężczyźni
| Zawodnik                                                                | Konkurencja        | Eliminacje | Eliminacje | Ćwierćfinał | Ćwierćfinał | Półfinał | Półfinał | Finał     | Finał   | Źródło |
| Zawodnik                                                                | Konkurencja        | czas       | Pozycja    | czas        | Pozycja     | czas     | Pozycja  | czas      | Pozycja | Źródło |
| ----------------------------------------------------------------------- | ------------------ | ---------- | ---------- | ----------- | ----------- | -------- | -------- | --------- | ------- | ------ |
| Witalij Puchkało                                                        | Bieg na 15 km      | N/A        | N/A        | N/A         | N/A         | N/A      | N/A      | 36:57,4   | 54.     | [ 10 ] |
| Jewgienij Wieliczko                                                     | Bieg na 15 km      | N/A        | N/A        | N/A         | N/A         | N/A      | N/A      | 37:28,6   | 61.     | [ 10 ] |
| Dienis Wołotka                                                          | Bieg na 15 km      | N/A        | N/A        | N/A         | N/A         | N/A      | N/A      | 37:39,8   | 64.     | [ 10 ] |
| Witalij Puchało                                                         | Bieg na 30 km      | N/A        | N/A        | N/A         | N/A         | N/A      | N/A      | 1:19:46,7 | 34.     | [ 11 ] |
| Jewgienij Wieliczko                                                     | Bieg na 30 km      | N/A        | N/A        | N/A         | N/A         | N/A      | N/A      | 1:21:03,9 | 43.     |        |
| Aleksiej Połtoranin                                                     | Bieg na 50 km      | N/A        | N/A        | N/A         | N/A         | N/A      | N/A      | 2:13:37,1 | 15.     | [ 12 ] |
| Jewgienij Wieliczko                                                     | Bieg na 50 km      | N/A        | N/A        | N/A         | N/A         | N/A      | N/A      | 2:21:43,2 | 39.     | [ 12 ] |
| Witalij Puchkało                                                        | Bieg na 50 km      | N/A        | N/A        | N/A         | N/A         | N/A      | N/A      | 2:27:10,6 | 52.     | [ 12 ] |
| Dienis Wołotka                                                          | Bieg na 50 km      | N/A        | N/A        | N/A         | N/A         | N/A      | N/A      | DNS       | DNS     | [ 12 ] |
| Aleksiej Połtoranin                                                     | Sprint             | 3:14,43    | 13.        | 3:12,60     | 4.          | NQ       | NQ       | NQ        | NQ      | [ 13 ] |
| Dienis Wołotka                                                          | Sprint             | 3:22,52    | 51.        | NQ          | NQ          | NQ       | NQ       | NQ        | NQ      | [ 13 ] |
| Dienis Wołotka Aleksiej Połtoranin                                      | Sprint drużynowy   | N/A        | N/A        | N/A         | N/A         | 16:30,10 | 8.       | NQ        | NQ      |        |
| Aleksiej Połtoranin Jewgienij Wieliczko Witalij Puchkało Dienis Wołotka | Sztafeta 4 × 10 km | N/A        | N/A        | N/A         | N/A         | N/A      | N/A      | 1:36:36,3 | 8.      | [ 15 ] |

Kobiety
| Zawodnik                            | Konkurencja      | Eliminacje | Eliminacje | Ćwierćfinał | Ćwierćfinał | Półfinał | Półfinał | Finał     | Finał   | Źródło        |
| Zawodnik                            | Konkurencja      | czas       | Pozycja    | czas        | Pozycja     | czas     | Pozycja  | czas      | Pozycja | Źródło        |
| ----------------------------------- | ---------------- | ---------- | ---------- | ----------- | ----------- | -------- | -------- | --------- | ------- | ------------- |
| Walerija Tiulieniewa                | Bieg na 10 km    | N/A        | N/A        | N/A         | N/A         | N/A      | N/A      | 28:20,7   | 47.     | [ 16 ]        |
| Anna Szewczenko                     | Bieg na 10 km    | N/A        | N/A        | N/A         | N/A         | N/A      | N/A      | 28:56,9   | 56.     | [ 16 ]        |
| Jelena Kołomina                     | Bieg na 10 km    | N/A        | N/A        | N/A         | N/A         | N/A      | N/A      | 29:13,0   | 63.     | [ 16 ]        |
| Anna Szewczenko                     | Bieg na 15 km    | N/A        | N/A        | N/A         | N/A         | N/A      | N/A      | 44:25,1   | 36.     | [ 17 ]        |
| Jelena Kołomina                     | Bieg na 15 km    | N/A        | N/A        | N/A         | N/A         | N/A      | N/A      | 46:28,5   | 54.     | [ 17 ]        |
| Walerija Tiulieniewa                | Bieg na 15 km    | N/A        | N/A        | N/A         | N/A         | N/A      | N/A      | DNF       | DNF     | [ 17 ]        |
| Anna Szewczenko                     | Bieg na 30 km    | N/A        | N/A        | N/A         | N/A         | N/A      | N/A      | 1:35:36,1 | 31.     | [ 18 ]        |
| Walerija Tiulieniewa                | Bieg na 30 km    | N/A        | N/A        | N/A         | N/A         | N/A      | N/A      | 1:35:38,0 | 32.     | [ 18 ]        |
| Jelena Kołomina                     | Bieg na 30 km    | N/A        | N/A        | N/A         | N/A         | N/A      | N/A      | 1:35:38,4 | 33.     | [ 18 ]        |
| Anna Szewczenko                     | Sprint           | 3:23,27    | 27.        | 3:23,56     | 6.          | NQ       | NQ       | NQ        | NQ      | [ 19 ] [ 20 ] |
| Jelena Kołomina                     | Sprint           | 3:39,22    | 55.        | NQ          | NQ          | NQ       | NQ       | NQ        | NQ      | [ 19 ] [ 20 ] |
| Walerija Tiuleneiewa                | Sprint           | 3:47,27    | 60.        | NQ          | NQ          | NQ       | NQ       | NQ        | NQ      | [ 19 ] [ 20 ] |
| Anna Szewczenko Walerija Tiulienewa | Sprint drużynowy | N/A        | N/A        | N/A         | N/A         | 17:57,04 | 10.      | NQ        | NQ      | [ 21 ]        |

### Łyżwiarstwo figurowe
| Zawodnik               | Konkurencja | Program krótki | Program krótki | Program dowolny | Program dowolny | Łączna nota | Pozycja | Źródło               |
| Zawodnik               | Konkurencja | Nota           | Pozycja        | Nota            | Pozycja         | Łączna nota | Pozycja | Źródło               |
| ---------------------- | ----------- | -------------- | -------------- | --------------- | --------------- | ----------- | ------- | -------------------- |
| Elizabiet Tursynbajewa | solistki    | 58,82          | 15.            | 118,30          | 13.             | 177,12      | 12.     | [ 22 ]               |
| Ajza Mambiekowa        | solistki    | 44,40          | 30.            | NQ              | NQ              | 44,40       | 30.     | [ 22 ]               |
| Dienis Tien            | soliści     | 70,12          | 27.            | NQ              | NQ              | 70,12       | 27.     | [ 23 ] [ 24 ] [ 25 ] |

### Łyżwiarstwo szybkie
| Zawodnik           | Konkurencja     | Czas     | Miejsce | Źródło |
| ------------------ | --------------- | -------- | ------- | ------ |
| Stanisław Pałkin   | 500 m mężczyzn  | 35,33    | 24.     | [ 26 ] |
| Artiom Krikunow    | 500 m mężczyzn  | 35,34    | 25.     |        |
| Roman Krech        | 500 m mężczyzn  | 35,92    | 35.     |        |
| Denis Kuzin        | 1000 m mężczyzn | 1:10,13  | 27.     | [ 27 ] |
| Stanisław Pałkin   | 1000 m mężczyzn | 1:10,149 | 29.     | [ 27 ] |
| Fjodor Mezencew    | 1000 m mężczyzn | 1:10,62  | 33.     | [ 27 ] |
| Fedor Mezencew     | 1500 m mężczyzn | 1:48,23  | 28.     | [ 28 ] |
| Denis Kuzin        | 1500 m mężczyzn | 1:49,14  | 30.     | [ 28 ] |
| Jekatierina Ajdowa | 500 m kobiet    | 38,96    | 21.     | [ 29 ] |
| Jekatierina Ajdowa | 1000 m kobiet   | 1:17,09  | 24.     | [ 30 ] |
| Jekatierina Ajdowa | 1500 m kobiet   | 1:59,05  | 18.     | [ 31 ] |

| Zawodnik        | Konkurencja          | Ćwierćfinał | Ćwierćfinał | Półfinał   | Półfinał | Finał      | Finał | Pozycja | Źródło |
| Zawodnik        | Konkurencja          | Przeciwnik  | Czas        | Przeciwnik | Czas     | Przeciwnik | Czas  | Pozycja | Źródło |
| --------------- | -------------------- | ----------- | ----------- | ---------- | -------- | ---------- | ----- | ------- | ------ |
| Fiodor Meżencew | bieg masowy mężczyzn | N/A         | N/A         | -          | 8:43,26  | NQ         | NQ    | NQ      | [ 32 ] |

### Narciarstwo alpejskie
| Zawodnik         | Konkurencja         | 1 przejazd | 1 przejazd | 2 przejazd | 2 przejazd | Łącznie | Łącznie | Źródło |
| Zawodnik         | Konkurencja         | Czas       | Pozycja    | Czas       | Pozycja    | Czas    | Pozycja | Źródło |
| ---------------- | ------------------- | ---------- | ---------- | ---------- | ---------- | ------- | ------- | ------ |
| Igor Zakurdajew  | zjazd (m)           | N/A        | N/A        | N/A        | N/A        | 1:45,01 | 39.     | [ 33 ] |
| Igor Zakurdajew  | supergigant (m)     | N/A        | N/A        | N/A        | N/A        | 1:29,96 | 41.     | [ 34 ] |
| Igor Zakurdajew  | slalom gigant (m)   | 1:18,78    | 62.        | 1:16,29    | 46.        | 2:35,07 | 51.     | [ 35 ] |
| Igor Zakurdajew  | slalom (m)          | DNF        | DNF        | DNF        | DNF        | DNF     | DNF     | [ 36 ] |
| Igor Zakurdajew  | superkombinacja (m) | 1:22,29    | 42.        | 53,18      | 32.        | 2:15,47 | 31.     | [ 37 ] |
| Mariya Grigorova | slalom gigant (k)   | 1:22,42    | 57.        | DNF        | DNF        | DNF     | DNF     | [ 38 ] |
| Mariya Grigorova | slalom (k)          | 1:02,49    | 54.        | 1:01,88    | 51.        | 2:04,37 | 51.     | [ 39 ] |

### Narciarstwo dowolne
Skoki akrobatyczne
| Zawodnicy             | Konkurencja                 | Kwalifikacje | Kwalifikacje | Kwalifikacje | Kwalifikacje | Finał  | Finał   | Finał  | Finał   | Finał  | Finał   | Źródło        |
| Zawodnicy             | Konkurencja                 | Skok 1       | Skok 1       | Skok 2       | Skok 2       | Skok 1 | Skok 1  | Skok 2 | Skok 2  | Skok 3 | Skok 3  | Źródło        |
| Zawodnicy             | Konkurencja                 | Punkty       | Miejsce      | Punkty       | Miejsce      | Punkty | Miejsce | Punkty | Miejsce | Punkty | Miejsce | Źródło        |
| --------------------- | --------------------------- | ------------ | ------------ | ------------ | ------------ | ------ | ------- | ------ | ------- | ------ | ------- | ------------- |
| Ildar Badrutdinow     | skoki akrobatyczne mężczyzn | 89,18        | 19.          | 94,47        | 15.          | NQ     | NQ      | NQ     | NQ      | NQ     | NQ      | [ 40 ] [ 41 ] |
| Żanbota Ałdabergenowa | skoki akrobatyczne kobiet   | 81,07        | 12.          | 85,36        | 7.           | NQ     | NQ      | NQ     | NQ      | NQ     | NQ      | [ 42 ] [ 43 ] |
| Marżan Akżygyt        | skoki akrobatyczne kobiet   | 79,17        | 14.          | 70,20        | 11.          | NQ     | NQ      | NQ     | NQ      | NQ     | NQ      | [ 42 ] [ 43 ] |
| Akmarżan Kałmurzajewa | skoki akrobatyczne kobiet   | 58,58        | 21.          | 47,32        | 16.          | NQ     | NQ      | NQ     | NQ      | NQ     | NQ      | [ 42 ] [ 43 ] |
| Ajana Żołdas          | skoki akrobatyczne kobiet   | 51,01        | 23.          | 57,98        | 18.          | NQ     | NQ      | NQ     | NQ      | NQ     | NQ      | [ 42 ] [ 43 ] |

Jazda po muldach
| Zawodnicy         | Konkurencja               | Kwalifikacje | Kwalifikacje | Kwalifikacje | Kwalifikacje | Kwalifikacje | Kwalifikacje | Finał      | Finał      | Finał      | Finał      | Finał      | Finał      | Finał      | Finał      | Finał      | Źródło               |
| Zawodnicy         | Konkurencja               | Przejazd 1   | Przejazd 1   | Przejazd 1   | Przejazd 2   | Przejazd 2   | Przejazd 2   | Przejazd 1 | Przejazd 1 | Przejazd 1 | Przejazd 2 | Przejazd 2 | Przejazd 2 | Przejazd 3 | Przejazd 3 | Przejazd 3 | Źródło               |
| Zawodnicy         | Konkurencja               | Czas         | Punkty       | Miejsce      | Czas         | Punkty       | Miejsce      | Czas       | Punkty     | Miejsce    | Czas       | Punkty     | Miejsce    | Czas       | Punkty     | Miejsce    | Źródło               |
| ----------------- | ------------------------- | ------------ | ------------ | ------------ | ------------ | ------------ | ------------ | ---------- | ---------- | ---------- | ---------- | ---------- | ---------- | ---------- | ---------- | ---------- | -------------------- |
| Dmitrij Rejcherd  | jazda po muldach mężczyzn | 25,08        | 81,23        | 3.           | N/A          | N/A          | N/A          | 24,70      | 79,77      | 6.         | 23,85      | 58,64      | 8.         | NQ         | NQ         | NQ         | [ 44 ] [ 45 ] [ 46 ] |
| Pawieł Kołmakow   | jazda po muldach mężczyzn | 25,98        | 79,98        | 7.           | N/A          | N/A          | N/A          | 25,88      | 78,22      | 11.        | 25,39      | 76,10      | 7.         | NQ         | NQ         | NQ         | [ 44 ] [ 45 ] [ 46 ] |
| Julija Gałyszewa  | jazda po muldach kobiet   | 30,51        | 73,36        | 7.           | N/A          | N/A          | N/A          | 30,62      | 75,10      | 7.         | 30,65      | 76,81      | 6.         | 30,14      | 77,40      | brąz       | [ 47 ] [ 48 ]        |
| Ajaułym Amrienowa | jazda po muldach kobiet   | 35,15        | 52,78        | 26.          | 35,25        | 38,68        | 17.          | NQ         | NQ         | NQ         | NQ         | NQ         | NQ         | NQ         | NQ         | NQ         | [ 47 ] [ 48 ]        |

### Saneczkarstwo
Mężczyźni
| Zawodnik         | Konkurencja | Ślizg 1 | Ślizg 1 | Ślizg 2 | Ślizg 2 | Ślizg 3 | Ślizg 3 | Ślizg 4 | Ślizg 4 | Łącznie  | Pozycja | Źródło |
| Zawodnik         | Konkurencja | Czas    | Pozycja | Czas    | Pozycja | Czas    | Pozycja | Czas    | Pozycja | Łącznie  | Pozycja | Źródło |
| ---------------- | ----------- | ------- | ------- | ------- | ------- | ------- | ------- | ------- | ------- | -------- | ------- | ------ |
| Nikita Kopyrenko | Jedynki     | 50,147  | 35.     | 50,327  | 38.     | 49,244  | 34.     | NQ      | NQ      | 2:29,718 | 36.     | [ 49 ] |

### Short track
Mężczyźni
| Zawodnik                                                                  | Konkurencja         | Kwalifikacje | Kwalifikacje | Ćwierćfinał | Ćwierćfinał | Półfinał | Półfinał | Finał    | Finał   | Źródło |
| Zawodnik                                                                  | Konkurencja         | Czas         | Miejsce      | Czas        | Miejsce     | Czas     | Miejsce  | Czas     | Miejsce | Źródło |
| ------------------------------------------------------------------------- | ------------------- | ------------ | ------------ | ----------- | ----------- | -------- | -------- | -------- | ------- | ------ |
| Denis Nikisza                                                             | Bieg na 500 metrów  | 41,436       | 3.           | 40,806      | 3.          | NQ       | NQ       | NQ       | NQ      | [ 50 ] |
| Nurbergen Żumagazijew                                                     | Bieg na 500 metrów  | 40,748       | 3.           | DNF         | DNF         | NQ       | NQ       | NQ       | NQ      | [ 50 ] |
| Abzał Ażgalijew                                                           | Bieg na 500 metrów  | 43,388       | 3.           | 41,616      | 4.          | 40,835   | 5.       | NQ       | NQ      | [ 50 ] |
| Nurbergen Żumagazijew                                                     | Bieg na 1000 metrów | 1:24,271     | 4.           | NQ          | NQ          | NQ       | NQ       | NQ       | NQ      | [ 50 ] |
| Nurbergen Żumagazijew                                                     | Bieg na 1500 metrów | DNF          | DNF          | N/A         | N/A         | NQ       | NQ       | NQ       | NQ      | [ 50 ] |
| Denis Nikisza                                                             | Bieg na 1500 metrów | 2:14,847     | 4.           | N/A         | N/A         | NQ       | NQ       | NQ       | NQ      | [ 50 ] |
| Denis Nikisa Nurbergen Żumagazijew Abzał Ażgalijew Jerkebulan Szamuchanow | sztafeta 5000 m     | N/A          | N/A          | N/A         | N/A         | 6:47,727 | 3.       | 6:52,791 | 6.      | [ 50 ] |

Kobiety
| Zawodniczka         | Konkurencja         | Kwalifikacje | Kwalifikacje | Ćwierćfinał | Ćwierćfinał | Półfinał | Półfinał | Finał | Finał   | Źródło |
| Zawodniczka         | Konkurencja         | Czas         | Miejsce      | Czas        | Miejsce     | Czas     | Miejsce  | Czas  | Miejsce | Źródło |
| ------------------- | ------------------- | ------------ | ------------ | ----------- | ----------- | -------- | -------- | ----- | ------- | ------ |
| Anastasija Krestowa | Bieg na 500 metrów  | 43,821       | 4.           | NQ          | NQ          | NQ       | NQ       | NQ    | NQ      | [ 51 ] |
| Anastasija Krestowa | Bieg na 1000 metrów | 1:31,557     | 3.           | NQ          | NQ          | NQ       | NQ       | NQ    | NQ      | [ 51 ] |
| Kim Iong-a          | Bieg na 1000 metrów | 1:29,703     | 3.           | NQ          | NQ          | NQ       | NQ       | NQ    | NQ      | [ 51 ] |
| Kim Iong-a          | Bieg na 1500 metrów | 2:29,875     | 4.           | N/A         | N/A         | NQ       | NQ       | NQ    | NQ      | [ 51 ] |
| Anastasija Krestowa | Bieg na 1500 metrów | DSQ          | DSQ          | N/A         | N/A         | NQ       | NQ       | NQ    | NQ      | [ 51 ] |

### Skoki narciarskie
Mężczyźni
| Konkurencja        | Skoczek           | Kwalifikacje | Kwalifikacje | Kwalifikacje | Skok 1    | Skok 1 | Skok 2    | Skok 2 | Nota | Pozycja | Źródło               |
| Konkurencja        | Skoczek           | odległość    | Nota         | Miejsce      | odległość | Nota   | odległość | Nota   | Nota | Pozycja | Źródło               |
| ------------------ | ----------------- | ------------ | ------------ | ------------ | --------- | ------ | --------- | ------ | ---- | ------- | -------------------- |
| Siergiej Tkaczenko | Skocznia normalna | 84,0         | 83,7         | 51.          | NQ        | NQ     | NQ        | NQ     | NQ   | NQ      | [ 52 ] [ 53 ] [ 54 ] |
| Siergiej Tkaczenko | Skocznia duża     | 111,0        | 70,9         | 47.          | 107,5     | 73,5   | NQ        | NQ     | 73,5 | 49.     | [ 55 ] [ 56 ] [ 57 ] |